# Нукунону

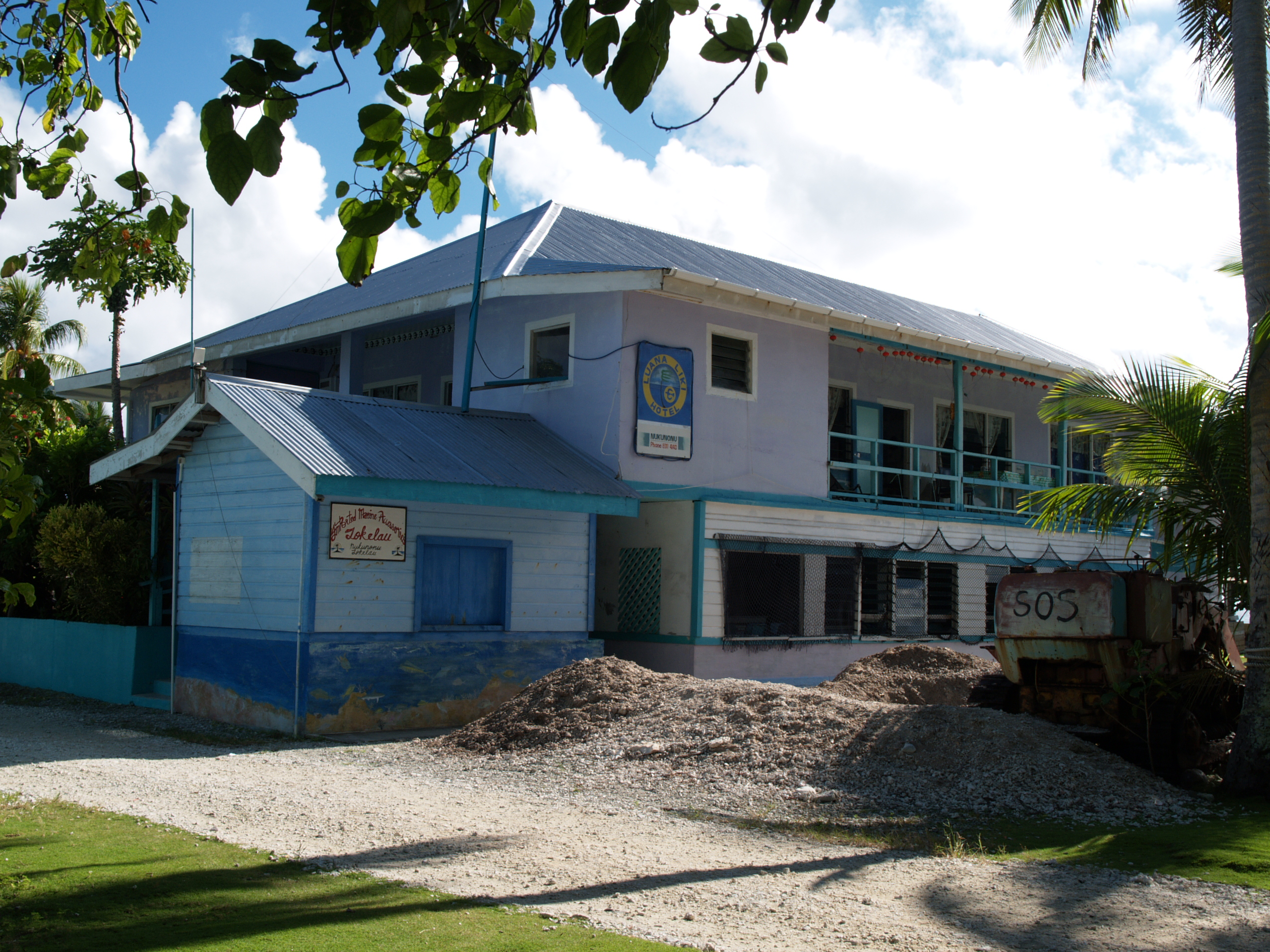
Отель «Луана Лики»

Нукунону (англ. Nukunonu) — атолл в южной части Тихого океана.

## Население
Это самый малонаселенный атолл Токелау. Здесь живут 397 человек (2011). Административный центр атолла — Нукунону, вторая деревня атолла — Мотухага, расположенная на одноименном острове.

## Религия
Почти все из жителей Нукунону принадлежат к Католической церкви. На острове находится администрация католической миссии Sui iuris.

## Инфраструктура
На острове построен отель «Луана Лики», который посещают премьер-министр Новой Зеландии и генерал-губернатор. На Нукунону также находится один магазин. В некоторые дома деревни Нукунону проведено спутниковое телевидение.